# Stefan Oschmann

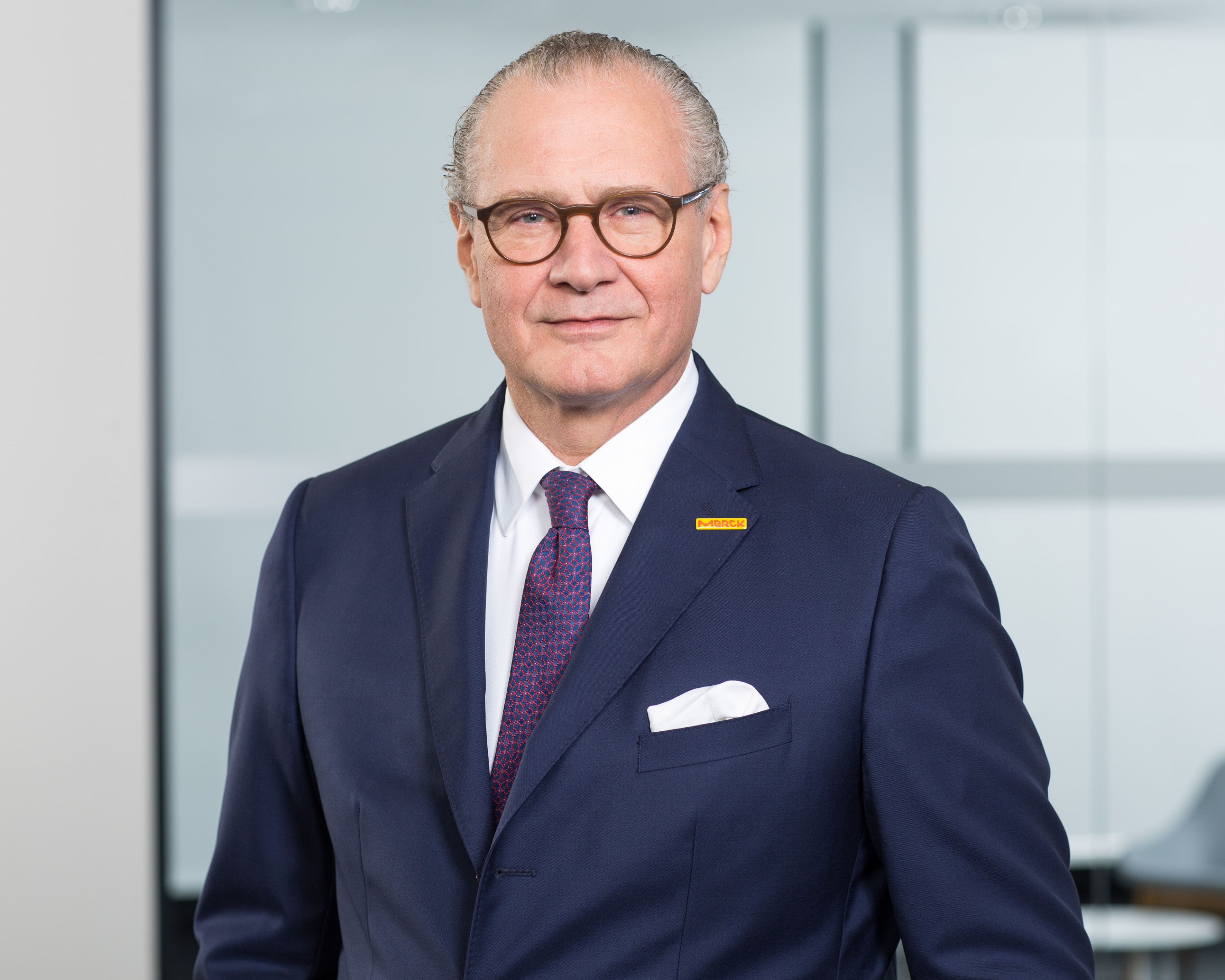
Stefan Oschmann, 2017

Stefan Oschmann (* 25. Juli 1957 in Würzburg) ist ein deutscher Manager und war Vorsitzender der Geschäftsleitung und CEO von Merck.

## Werdegang
Oschmann studierte an der LMU in München Veterinärmedizin und wurde dort promoviert. Seine berufliche Tätigkeit begann er bei einer Behörde der Vereinten Nationen, gefolgt von einer Anstellung beim Verband der Chemischen Industrie (VCI). Von 1989 bis 2011 war er beim US-amerikanischen Pharmaunternehmen MSD tätig und bekleidete dort verschiedene leitende Positionen.
Oschmann trat 2011 als Mitglied der Geschäftsleitung bei Merck ein und leitete bis Ende 2014 den Unternehmensbereich Healthcare. Danach verantwortete er als stellvertretender Vorsitzender und stellvertretender CEO unter anderem die Konzernstrategie. Ende April 2016 übernahm er den Vorsitz der Geschäftsleitung von Karl-Ludwig Kley. Am 28. September 2020 gab Merck bekannt, dass Stefan Oschmann 2021 planmäßig nach zehn Jahren das Unternehmen verlassen wird. Den Vorsitz der Geschäftsleitung übernahm zum 1. Mai 2021 Belén Garijo.
Oschmann war von 2014 bis 2016 Präsident der International Federation of Pharmaceutical Manufacturers & Associations (IFPMA). Er ist seit dem 14. Juni 2017 Präsident der EFPIA.
Seit 2008 ist Oschmann als Senator und Vizepräsident bei acatech – Deutsche Akademie der Technikwissenschaften tätig.
Er ist verheiratet und hat zwei Kinder. Er ist Besitzer von Rennpferden und steht hinter dem Rennstall Darius Racing, einem der größten Besitzer im deutschen Galopprennsport.

## Awards
GABC Leadership Award des German-American Business Council in Washington.